# Les Éparres
Les Éparres é uma comuna francesa na região administrativa de Auvérnia-Ródano-Alpes, no departamento de Isère. Estende-se por uma área de 7,95 km². Em 2010 a comuna tinha 1 011 habitantes (densidade: 127,2 hab./km²).